# Muhammad Bakhtiyar Khalji
Ikhtiyār al-Dīn Muḥammad Bakhtiyār Khaljī, (tiếng Pashtun: اختیارالدین محمد بختیار غلجي, tiếng Bengal: ইখতিয়ারউদ্দীন মুহাম্মাদ বখতিয়ার খলজী) cũng gọi là Bakhtiyar Khalji, là một vị tướng và người cai trị Thổ-Afghan cai trị Ghurid Muhammad của Ghor, người đã chỉ huy các cuộc chinh phục của người Hồi giáo ở các vùng Bengal và Bihar phía đông Ấn Độ và tự xưng vương các khu vực này. Ông là người sáng lập vương triều Khalji của Bengal, cai trị Bengal trong một thời gian ngắn, từ năm 1203 đến 1227.
Cuộc xâm lược của Khalji vào tiểu lục địa Ấn Độ từ năm 1197 đến năm 1206 đã khiến hàng loạt tăng sĩ Phật giáo chạy trốn, ông đã chỉ huy thực hiện cuộc đại đồ sát khoảng 3000 tăng sĩ Phật giáo, đồng thời gây thiệt hại cho các cơ sở giáo dục đại học truyền thống của Phật giáo ở miền Bắc Ấn Độ. Ở Bengal, triều đại của Khalji là nguyên nhân dẫn đến sự dịch chuyển của Phật giáo. Sự cai trị của ông được cho là đã bắt đầu sự cai trị của người Hồi giáo ở Bengal, đáng chú ý nhất là của Vương quốc Hồi giáo Bengal và Mughal Bengal.